# Воткенн, Альфред
Альфред Воткенн (25 января 1867, Лоб — 25 сентября 1939, Антиб) — бельгийский музыковед и музыкальный библиограф. Учился в Брюссельской консерватории, где его преподавателями были Луи Брассен (фортепиано), Альфонс Майи (орган), Франсуа Геварт (теория). В 1894—1919 годах работал в консерватории библиотекарем, секретарём и инспектором. В 1898—1924 годах составил и опубликовал каталог библиотеки консерватории с приложением либретто опер и ораторий итальянских композиторов XVII века. С 1921 года работал регентом и преподавал игру на органе в Антибе, написал ряд сочинений. Основная часть архива Воткенна с 1929 года хранится в Библиотеке конгресса (Вашингтон).

## Биография
Воткенн родился в Лобе, Эно, Бельгия. Наиболее известным из достижений Альфреда является его библиографическое исследование Карла Филиппа Эммануила Баха 1905 года, но он также провел аналогичные исследования по другим композиторам: Бальдассаре Галуппи (1900), Кристофу Виллибальду Глюку (1905) и Луиджи Росси.
Был арестован в 1918 году и осужден «за участие в деятельности врага». Королевским указом потерял орден Леопольда и должность главного библиотекаря 9 августа 1919 года.
Умер в Антибе вскоре после начала Второй мировой войны.